# ノイ＝イーゼンブルク
ノイ＝イーゼンブルク (ドイツ語: Neu-Isenburg, ドイツ語発音: [nɔ‿yˈ|iːz̩nbʊrk]) は、ドイツ連邦共和国ヘッセン州オッフェンバッハ郡の市である。「ユグノー派の街」とも呼ばれるこの中規模都市は、フランクフルト・アム・マインおよびオッフェンバッハ・アム・マインに隣接する。
ユグノー派の亡命地として創設されたこの街では、1900年頃から急速に工業が発達した。現在は、サービス業が多くあり、またフランクフルトへの通勤者のベッドタウンともなっている。この地域では、ショッピングセンター「イーゼンブルク＝ツェントルム」(IZ)、フゲノッテンハレ、グラーフェンブルッフのドライブインシアターや森のスイミングプールで知られている。

## 地理

### 隣接する市町村
ノイ＝イーゼンブルクは、西と北はフランクフルト・アム・マイン、東はオッフェンバッハ・アム・マイン（ともに郡独立市）、南はドライアイヒ、ランゲン (ヘッセン)（ともにオッフェンバッハ郡）、およびメルフェルデン＝ヴァルドルフ（グロース＝ゲーラウ郡）と境を接する。

### 市の構成
ノイ＝イーゼンブルクは、古くからの中核市区と合併した市区ツェッペリンハイム、1960年代に建設された衛星都市グラーフェンブルッフからなる。各市区は互いに森で隔てられている。

### 地形
3つの市区はいずれも、比較的平坦で密集した森の中にある。中核市区だけは何世紀もの間開墾され、草地や庭園に囲まれているが、ツェッペリンハイムやグラーフェンブルッフは森の中の飛び地状の開墾地である。イーゼンブルク市内に残る森は、ラインマイン地域の人口密度が高いことから保護林に指定されており、住宅地に開発することはできない。1990年代から現存する多くの草地や庭園が整備され、急速な市の拡大は終息したように見られる。

## 歴史
ノイ＝イーゼンブルクは、ナントの勅令が廃止された後フランスから追放されたプロテスタントの一派であるユグノー派の亡命地として、1699年7月24日に建設された。彼らの新しい領主となったイーゼンブルク＝オッフェンバッハ伯ヨハン＝フィリップはユグノー教徒を保護し、フランス語の使用や信仰の自由を認めた。伯は亡命者達に、ドライアイヒの森の中にある中世に建設された巡礼地である聖十字架礼拝堂付近を開墾して定住することを許した。伯への感謝を表すために、この街は彼にちなんで「ノイ＝イーゼンブルク」と命名された。街の基本設計はアンドレアス・レーバーによってなされた。この街は正方形の形をしていた。角からマルクト広場へ対角線状の通りが通っていた。さらに外辺の中央から正方形のマルクト広場に通りが延びていた。ノイ＝イーゼンブルクは、17世紀から18世紀に建設された計画都市の一つであった。住民達は、初めは農業に従事したが、その後すぐに本来の仕事であった靴下製造などの手工業を始め、ノイ＝イーゼンブルクの経済発展の礎を築いた。近隣の住民は、フランス系入植者に対して大きな疑念を抱きながら注視しており、この入植地を「welsches Dorf （ヴェルシェス・ドルフ）」と名付けた。

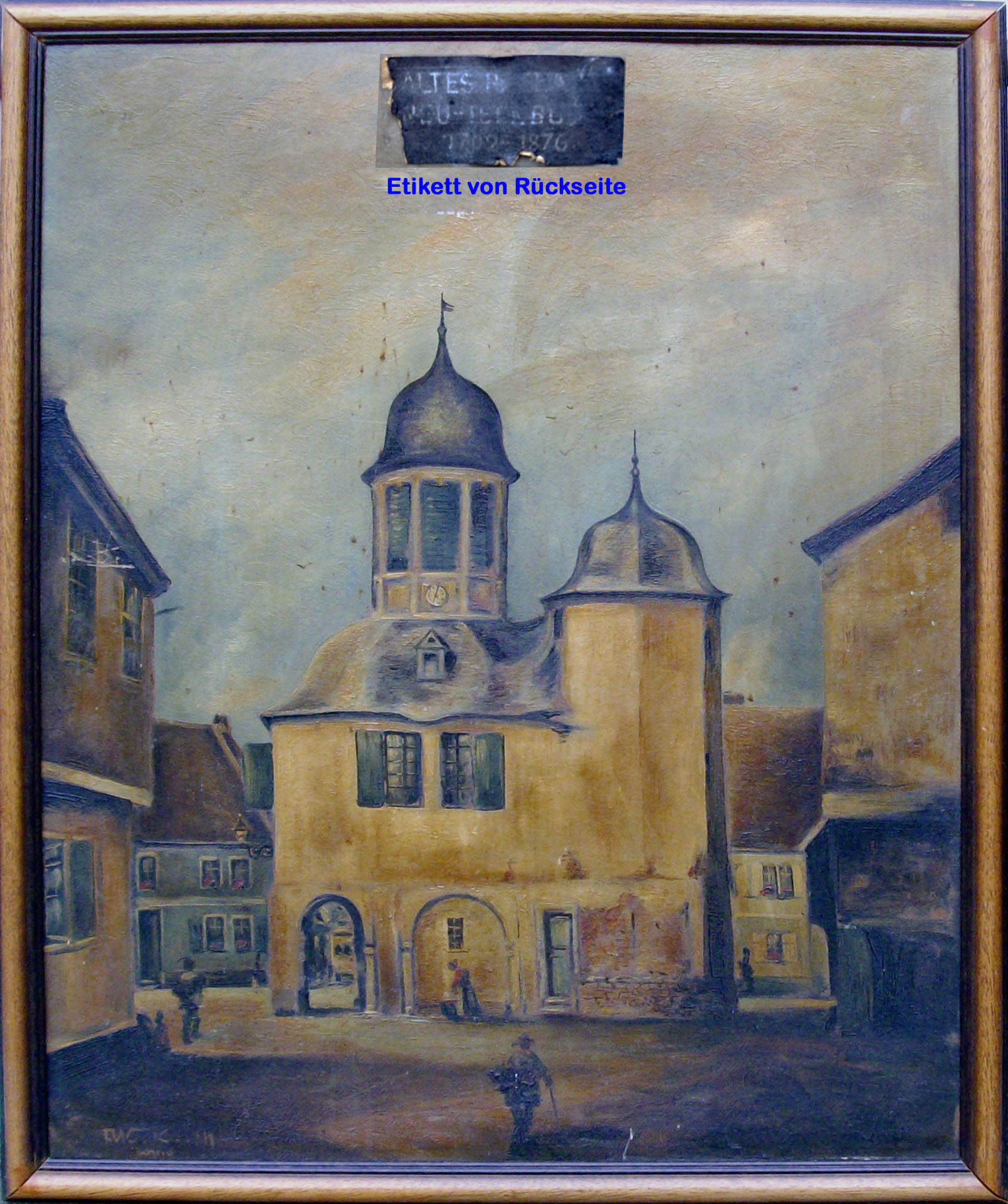
旧町役場（1911年の油絵）

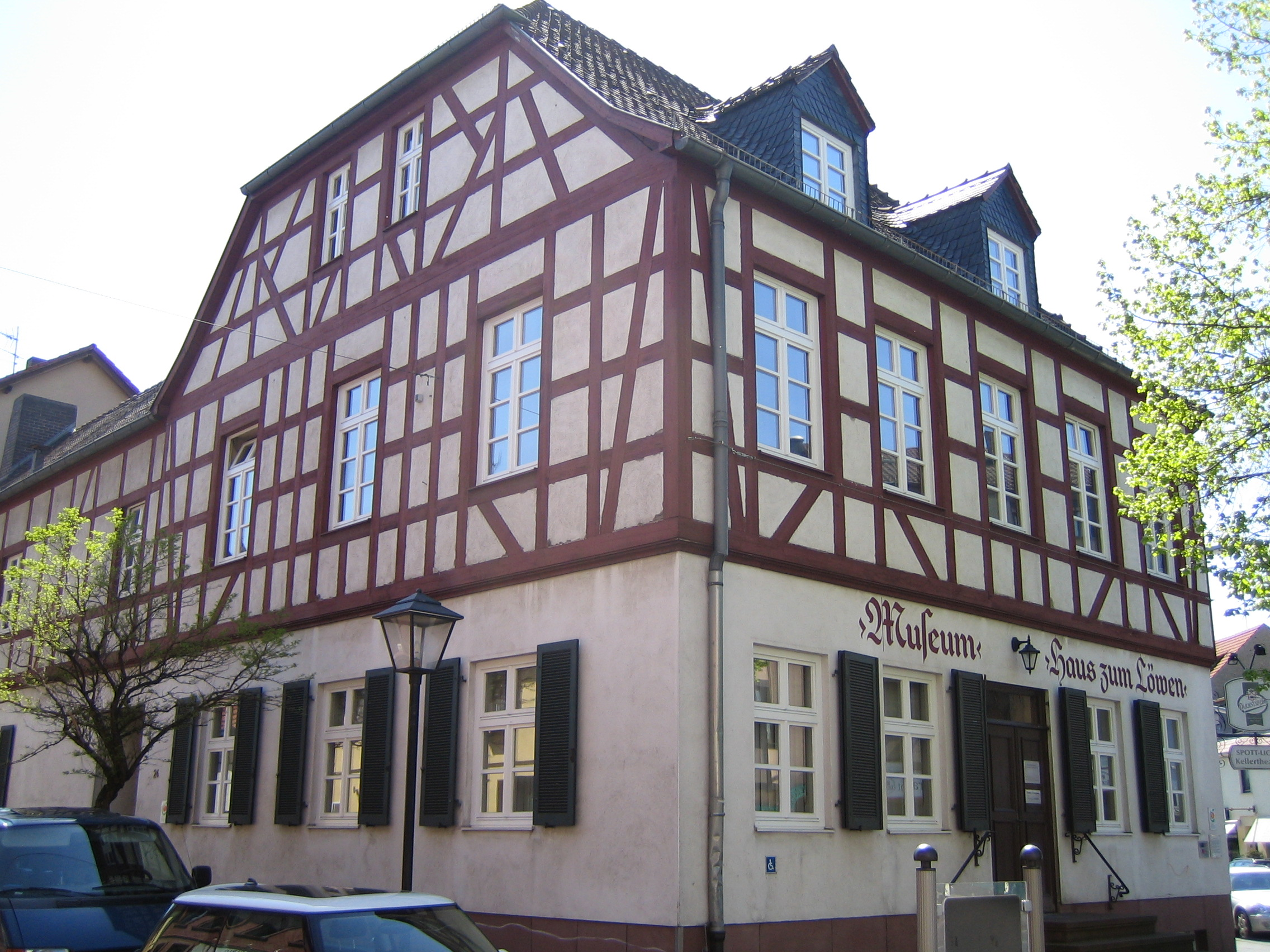
獅子亭

1700年5月20日、牧師のイザーク・ベルモントは教会広場の真ん中にある古いオークの木の下で初めて神事を行った。1701年頃には、ノイ＝イーゼンブルクとフランクフルトとの市境にフランクフルトの森林監督署（現在のレストラン「フランクフルター・ハウス」）が建設された。最初のユグノー派の教会は、1702年から1706年に木造で建設された。定礎は1702年の被昇天祭に行われた。同じく1702年にマルクト広場に面して町役場が建設された。同じ年に「獅子亭」が初めて記録されている。ここは、1918年まではレストラン "Au Lion d'Or"（金獅子亭）として営業されており、現在は郷土博物館として利用されている。1704年には最初の学校が、1705年にはバンザミューレ（水車）が建設された。木造教会は、1773年から1775年に石造建築に建て直された。1781年に初めてドイツ語の学校が創られた。1815年のウィーン会議後、ノイ＝イーゼンブルクを含むイーゼンブルク伯領オーバーアムト・オッフェンバッハは、ヘッセン大公領となった。1828年にプロイセン・ヘッセン関税同盟は、当時の自由都市フランクフルトとの間の税関（現在のフランクフルター通り10番地）を建設した。
18世紀になると、多くの制限付ではあったが、ドイツ人家族もこの街に住むようになり、1761年からは教会でドイツ語とフランス語の交互に説教がなされるようになったことをフランス系住民は嫌悪した。最終的にドイツ語がこの街の公用語となったのは、1829年になってからであった。
1846年にノイ＝イーゼンブルクを通るマイン＝ネッカー鉄道が完成したが、同鉄道はフランクフルトとランゲンを直線上に結んだため、ノイ＝イーゼンブルク中心部から西に3km離れた地点を通過し、当初は駅が設けられなかった。この街に駅が開業したのは1852年であった。
1885年にはフランクフルト行きのヴァルトアイゼンバーン（＝森林鉄道、現在の市電17号線）が開通した。1889年4月4日、ノイ＝イーゼンブルクは都市権を獲得した。1899年、都市建設200年祭を記念して、ノイ＝イーゼンブルクは市章を制定した。
1896年4月、高等市民学校（現在のゲーテシューレ）が開校し、ノイ＝イーゼンブルクに初めて上級の学校ができた。
1911年10月23日、大多数がプロテスタント住民のこの街で初めてのカトリック教会である聖ヨーゼフ教会が完成した。
1920年代には既に、警察活動に反ユダヤの動きが見られる。1933年3月5日のドイツ国会選挙では、ノイ＝イーゼンブルクの票の 40.8 % をNSDAPが獲得した。ノイ＝イーゼンブルクでも国家社会主義のパレードと「旗の点呼」がなされた。反対勢力は迫害された。ベルタ・パッペンハイムによって1907年に設立された養護施設「少女の家」は1938年の迫害運動で放火され、一部が破壊された。この施設は、1942年3月31日に解体された。子供や若い母親、看護人たちは追放され、殺害されるか、「出生地に送還」された。1935年、いわゆる「ユダヤ人リスト」が作成され、公表された。多くのユダヤ人の運命は、公式文書やその他の文書に記録され、保存されている。
第二次世界大戦中、1943年から1945年にこの街は空襲で甚大な被害を受けた。終戦後、1945年に市の西部に占領軍のための地域が整備された。
1959年に住宅都市グラーフェンブルッフの建設が始まり、このため森が切り拓かれた。市の東部、中核市区とホイゼンシュタムの間の森に建設されたこの衛星都市に約 7万人が新たに居を構えた。1960年代には、グラーフェンブルッフは「ヨーロッパで最も子供の多い町」であった。

### ツェッペリンハイム
1934年1月から、フランクフルトとマンハイムとを結ぶ新しいアウトバーンの西に約 600 ha の土地が切り拓かれた。その北部には、100 ha を越える草の滑走路が整備された。また、南部の 318 ha には飛行船用の飛行場が設けられた。この時、アウトバーンの東側に住宅地の建設も同時に始まった。帝国鉄道は、ツェッペリンハイムと新しい飛行場の間に大都市と飛行場とを結ぶ駅を建設した。この建設プロジェクトの基盤は、1934年にフリードリヒスハーフェンのツェッペリン飛行船製造会社と交わした、すべての飛行船のためにドイツの中央基地ライン＝マイン航空機・飛行船空港を建設するという契約であった。飛行場は1935年に建設され、早くも1936年には最初の飛行船ホールが開業した。1936年7月8日に新しいライン＝マイン飛行機・飛行船空港は開港した。27本の航空路線がライン＝マインに定期就航した。ここから、LZ 129 ヒンデンブルク号や LZ 127 グラーフ・ツェッペリン号が完全予約制の大西洋横断旅行に出発した。1937年に、この住宅地の最初の 78 棟に 90 家族が入居し、1938年1月1日にツェッペリンハイムは独立した町村として公式に認定された。これにより、ミッテルディック（オッフェンバッハ郡）、ケルスターバッハの一部、グントヴァルト（グロース＝ゲーラウ郡）が町域に取り込まれた。最初の町長は、ベルリンの内務省からの命令により飛行船船長のハンス・フォン・シラーが就任した。ミッテルディックの古い営林署が改修され、新しい町の役場となった。
1937年5月6日にレイクハーストの事故が起こった。そして戦争の開始により、飛行船を含むすべての航空航路計画がドイツ航空省によって廃止された。2つの飛行船ホールは1940年5月6日に爆破された。軍事的見地からの飛行場の拡張が進められた。1940年5月、ここからドイツによるフランス空爆が始まった。逆に1944年の5月から12月までだけで約 2,000発の爆弾がライン＝マイン飛行場やその周辺に投下された。この空港は、終戦直後からアメリカ軍の管理下で空軍基地 Y73として再開され、1949年に2本目の滑走路が建設された。1952年まで、住宅地には専ら空港ではたらくアメリカ人が住んだ。 この間、住民達はバラックに収容された。
1977年1月1日にそれまで独立した町村であったツェッペリンハイムはノイ＝イーゼンブルクに合併した。現在（2013年）でも、1930年代に設計された当時の姿をよく留めている。

### 人口推移
村が建設された1699年当時のノイ＝イーゼンブルクの人口は 46人であった。1829年には 1,576人、1890年には 5,894人が住んでいた。1939年のノイ＝イーゼンブルクの人口は 15,078人を数えた。1961年の人口は、25,362人であった。ツェッペリンハイムを合併し、グラーフェンブルッフを建設した後の1983年の人口は、35,000人となった。

## 行政

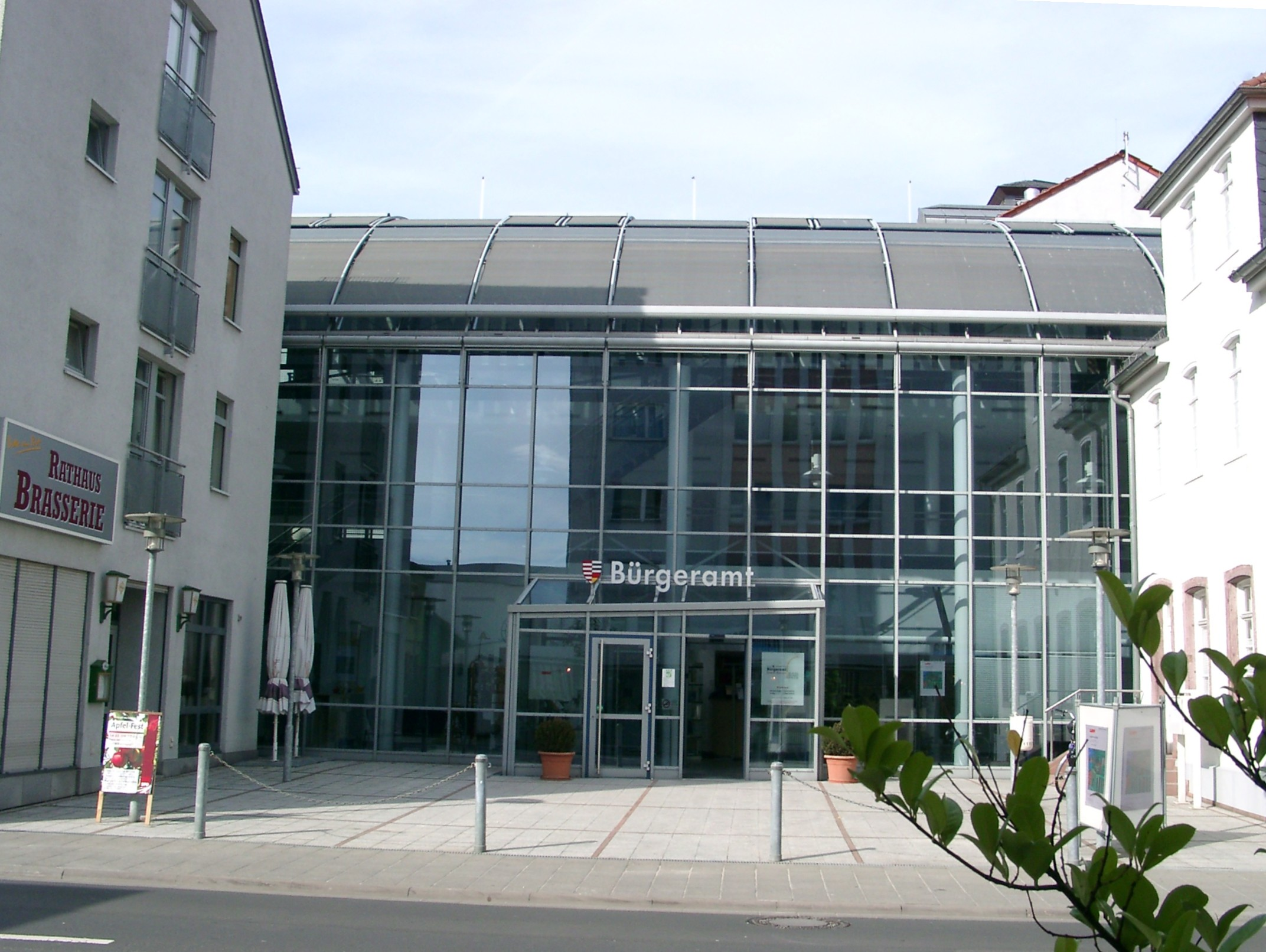
ノイ＝イーゼンブルク市庁舎

### 議会
ノイ＝イーゼンブルクの市議会は、45議席からなる。2011年の選挙で CDUは絶対多数の議席数を失った。この結果、CDU、FWG、FDPは、連立与党を形成している。

### 首長
ノイ＝イーゼンブルク市の市長は、無所属のヘルベルト・フンケルが務めている。

### 姉妹都市
- ヴァイダ（ドイツ、テューリンゲン州）
- ヴォーシュ（フランス、ロワール県）
- アンドレジュー＝ブテオン（フランス、ロワール県）
- ダコラム（イギリス、ハートフォードシャー）
- バート・フェスラウ（オーストリア、ニーダーエスターライヒ州）
- キウージ（イタリア、トスカーナ州）

## 文化と見所

### フーゲノッテンハレ
1977年に建設された多目的ホールであるフーゲノッテンハレ （＝ユグノー･ホール）は、座席配置により 300人から 1000人を収容できる。ロックコンサートなどの場合、座席を取り除けば、それ以上の収容能力を持つ。このホールは、コンサート会場として、あるいは演劇シリーズの公演会場として、地元で走られている。

### 市立図書館
ノイ＝イーゼンブルク市立図書館は、ドイツ全土の公共図書館で 6番目のクラスにあたるインデックス BIX に2010年にドイツ図書館連盟の図書館により格付けされた。2011年には、ヘッセンの公共図書館で1番のクラスに格付けされた。人口 3万人から 5万人の都市の市立図書館としては、5番目のクラスにある。収蔵品は、約 7万点を数える。この図書館は、2009年からデジタル図書館 Onleihe にも参加している。この他、図書館連盟ライン＝マイン図書館にも参加している。

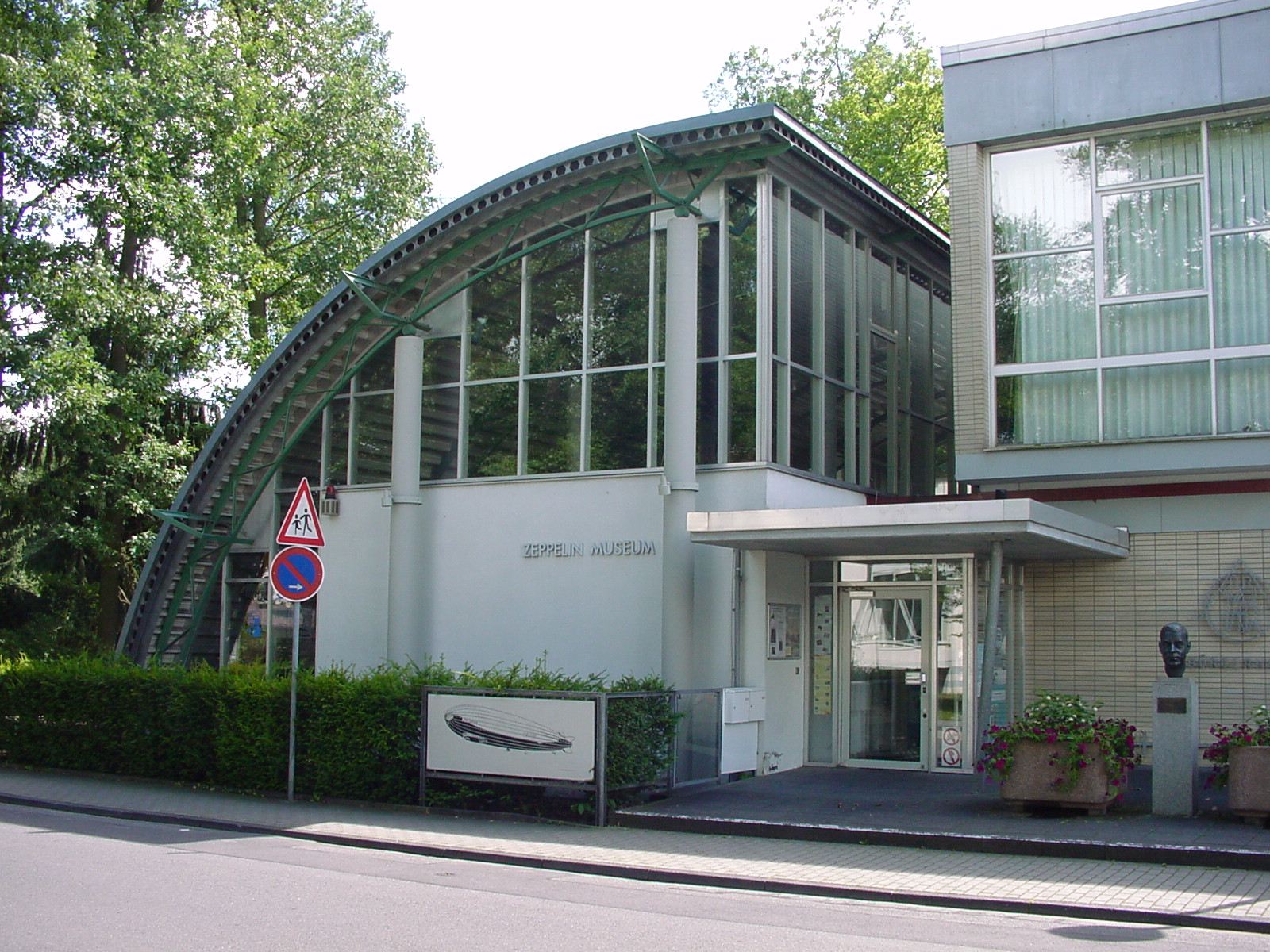
ツェッペリン博物館

### 博物館
「ハウス・ツム・レーヴェン（獅子亭）」内に郷土博物館がある。市の歴史や文化に関する展示は、2011年に新たなコンセプトで刷新された。この建物は、1978年に再建されたものである。
ベルタ・パッペンハイム・ハウスには、ベルタ・パッペンハイムの生涯や業績が展示されている。ここは、セミナー会場や、彼女を追憶する場所ともなっており、ノイ＝イーゼンブルクでの彼女の業績にふさわしいテーマ（ユダヤ人の生活に関する講演や会議、ノイ＝イーゼンブルクにおける国家社会主義の兆し、キリスト教徒とユダヤ教徒との対話、女性の権利）に沿ってイベントが開催されている。
ツェッペリン市区には、ツェッペリン博物館がある。ここはフランクフルト空港のパイロット村だったこの地区を記念し、ツェッペリン時代の展示品が収蔵されている。

### ノイ＝イーゼンブルク方言アンサンブル
ゲーテシューレの演劇グループから、1994年にノイ＝イーゼンブルク方言アンサンブルが設立された。この劇団は南ヘッセンの方言による演劇アンサンブルの中で最も成功した劇団の一つである。

### オープン＝ドアズ＝フェスティバル
ノイ＝イーゼンブルクは、毎年夏に開催されるオープン＝ドアズ＝フェスティバル（旧ムジークスペクターケル）でライン＝マイン地方で知られている。3日間で約 40組のバンドやアーチストが自由にセッションを組んで様々な分野の音楽を演奏する。このコンサートは、毎年約 15,000人が訪れ、市内全域に点在するステージで演奏が行われている。

### 青少年文化賞
2003年から市の行政委員会は、14歳から19歳までの優れた文化的業績をなした若者に対して、副賞1,500ユーロの青少年文化賞を授与している。2003年はロックバンド「ピロー・ファイト」がこの賞を受賞した。2007年にはゲーテシューレのオンライン学生新聞「kurzschluss」が受賞した。

### スポーツ
ノイ＝イーゼンブルク市には、市民やサークルが利用する多くのスポーツグランドがある。市の西部にあるシュポルトパルク（＝スポーツ公園）もその一つである。
毎年、9月半ばにフーゲノッテンラウフ（＝ユグノーレース）というレースが開催される。参加者は、ハーフマラソン、 10 km、5 km に分かれてエントリーする。未成年向けに 3.5 km のコースもある。スタートとゴールは、市営シュポルトパルクである
市内にある大きなスポーツクラブには、Spvgg. 03 ノイ＝イーゼンブルク、かつてテニス・ブンデスリーガでプレイした TC ロート＝ヴァイス・ノイ＝イーゼンブルク、TV 1861 などがある。

## 経済と社会資本

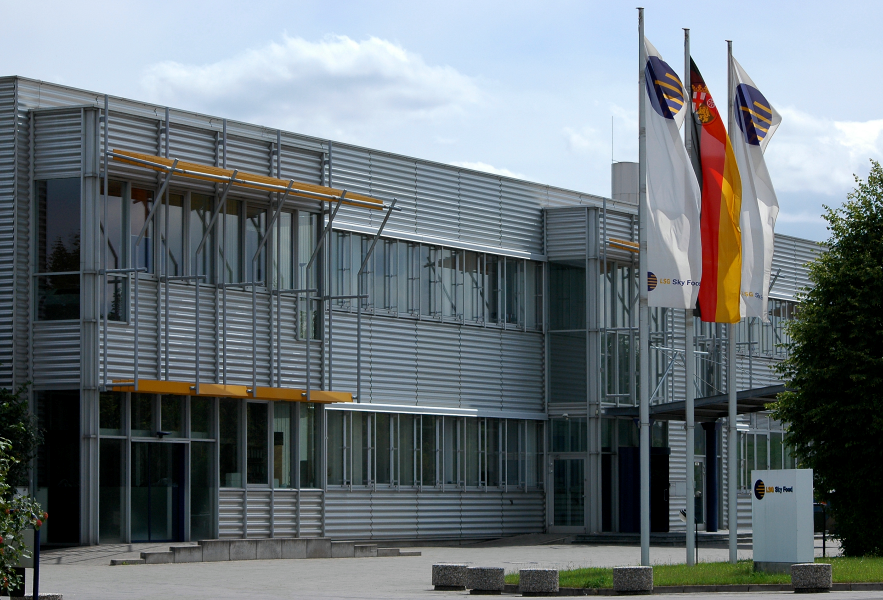
LSGスカイフードGmbH

### 経済
隣接するメッセ都市フランクフルトとフランクフルト空港によって、ノイ＝イーゼンブルクは様々な企業にとって魅力的な立地条件を備えている。この街にはまた、多くのホテルがあり、2008年には延べ 323,776泊の宿泊客があった。これは、ヘッセン全体の宿泊数の約 1.2 % にあたる。
この街は、特に交通の便の良さから、生産業の街からサービス業の街へと変貌しつつある。
地元企業には以下のものがある。
- ARAMARK ホールディングス GmbH & Co. KG
- eprimo GmbH
- Jeppesen GmbH
- ケンピンスキー・ホテル・フランクフルト AG
- ロレンツ＝スナック＝ワールド（バールゼン）
- ルフトハンザ・サービス GmbH（LSG スカイフード）
- ルフトハンザ・エアプラス・サービスカルテン GmbH
- ペプシコーラ GmbH
- Sescoi GmbH
- Jost-Werke GmbH
- Druck- und Verlagshaus Frankfurt am Main GmbH（日刊紙フランクフルター・ルントシャウの出版・発行社）

20世紀には主に化学関連産業や飲食品製造業社が多くこの街にあった。
- G.A. Müller（食肉製品、フラクフルト・ソーセージの古くからの製造業者）
- Hans Wirth GmbH & Co. KG（食肉製品、フラクフルト・ソーセージの古くからの製造業者）
- デュポン、後にアグフア・ゲバルトAG、フィルム製造
- ブラントヴァイン（火酒）連邦専売局
- 連邦印刷局

一部は、現在もノイ＝イーゼンブルクに本社を置いている。

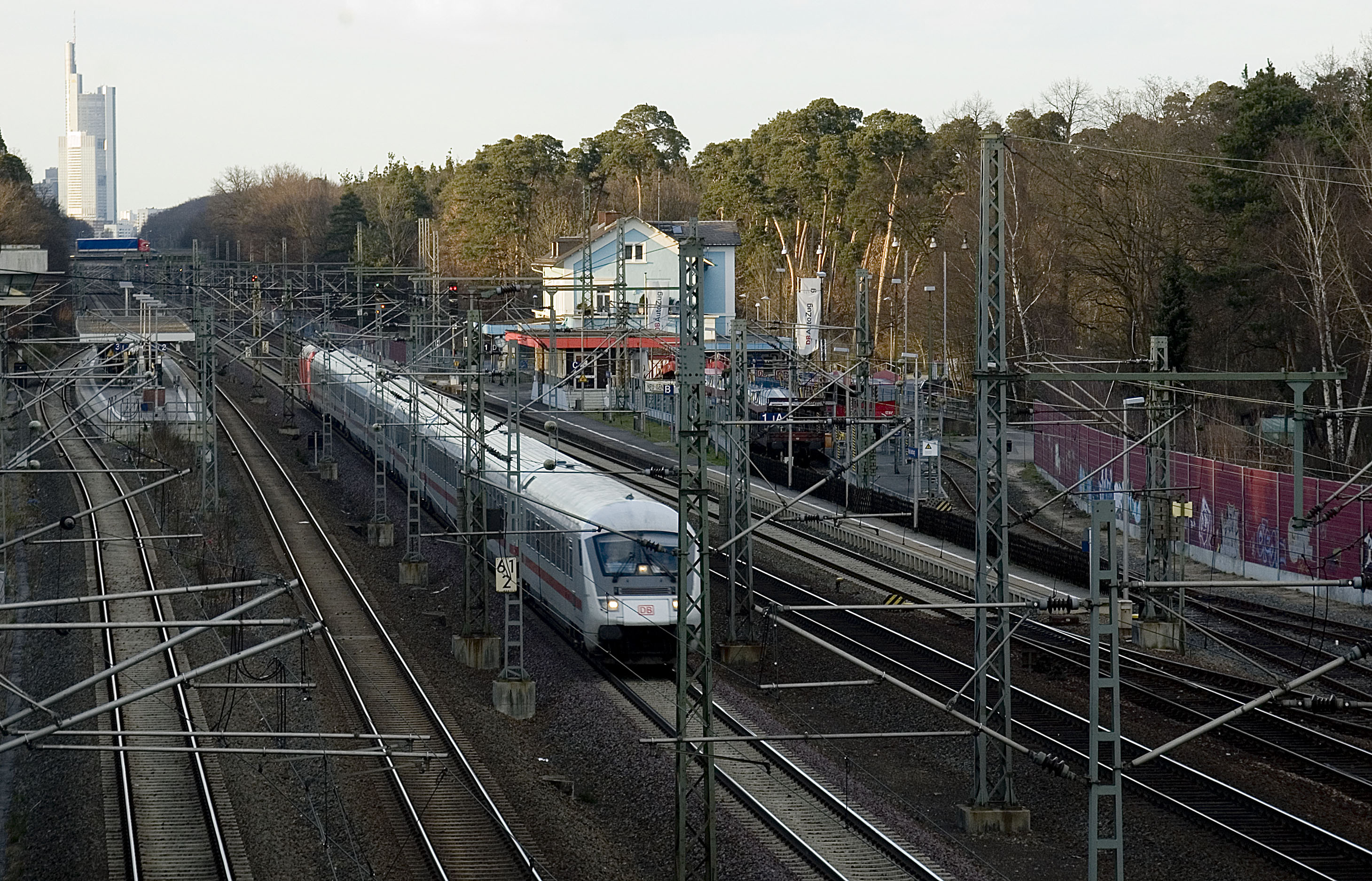
ノイ＝イーゼンブルク駅

### 交通
本市は、多くのアウトバーンのインターチェンジ（A3号線、A5号線、A661号線）が利用可能であり、またライン＝マイン地域のSバーンシステムに組み込まれている。ノイ＝イーゼンブルクには、S3号線とS4号線が、ツェッペリンハイムには S7号線が通っている。この他に、市電 17号線が、ノイ=イーゼンブルク北側のフランクフルト市との市境からフランクフルト中央駅、フランクフルトメッセを経由してメッセ北側のレブシュトックバートに通じている。市内中心部を2つのSバーン路線を介して鉄道網に接続する計画が立案されている。
フランクフルト空港は市境に接している。ノイ＝イーゼンブルク駅はヘッセン州で唯一、2つのカートレイン用の積み込み路線を有している。

### 教育
- 基礎課程学校
  - アルベルト＝シュヴァイツァー＝シューレ
  - ハンス＝クリスティアン＝アンデルセン＝シューレ
  - ヴィルヘルム＝ハウフ＝シューレ
  - ルートヴィヒ＝ウーラント＝シューレ、グラーフェンブルッフ
  - ゼルマ＝ラーガーレフ＝シューレ、ツェッペリンハイム
- ギムナジウム
  - ゲーテシューレ
- 総合学校
  - ブリューダー＝グリム＝シューレ（2010年から本課程・実科学校部門のみになった）
- 養護学校
  - フリードリヒ＝フレーベル＝シューレ、学習障害者および言語症者のための学校
- その他
  - 音楽学校
  - 市民大学

## 人物

### 出身者
- フランツ・フェルカー（1899年 - 1965年）テノール歌手
- ヴィルヘルム・ライフム（1911年 - 1941年）陸上競技選手。1936年のベルリンオリンピック、4×100mリレー銅メダリスト
- ペーター・ディートリヒ（1944年 - ）サッカー選手。

### ゆかりの人物
- ベルタ・パッペンハイム（1859年 - 1936年）女権拡大活動家、ソーシャルワーカー。ノイ＝イーゼンブルクに住み、ここで亡くなった。
- ホルスト・ルートヴィヒ・シュテルマー（1949年 - ）物理学者。1998年ノーベル物理学賞受賞者。ノイ＝イーゼンブルクのゲーテシューレを訪問した。
- トーマス・ライター（1958年 - ）ESAの宇宙飛行士で、国際宇宙ステーションおよびミールの長期滞在乗組員。少年期から青年期をノイ＝イーゼンブルクで過ごした。

## 訳注
1. ↑   welsh にはフランスを含む「ロマン語地域」という意味と、「奇妙な」「チンプンカンプンの」という意味がある

## 引用
1. ↑  Hessisches Statistisches Landesamt: Bevölkerung in Hessen am 31.12.2023 (Landkreise, kreisfreie Städte und Gemeinden, Einwohnerzahlen auf Grundlage des Zensus 2011)]
2. ↑  Max Mangold, ed (2005). Duden, Aussprachewörterbuch (6 ed.). Dudenverl. p. 579. ISBN 978-3-411-04066-7
3. ↑  Magistrat der Stadt Neu-Isenburg (Hg.): Neu-Isenburg zwischen Anpassung und Widerstand. Dokumente über Lebensbedingungen und politisches Verhalten 1933–1945. Bearbeitet und eingeleitet von Dieter Rebentisch, Angelika Raab. Neu-Isenburg. 1978, p. 237.
4. ↑  Magistrat der Stadt Neu-Isenburg (Hg.): Neu-Isenburg zwischen Anpassung und Widerstand. Dokumente über Lebensbedingungen und politisches Verhalten 1933–1945. Bearbeitet und eingeleitet von Dieter Rebentisch, Angelika Raab. Neu-Isenburg. 1978, p. 49.
5. ↑  Magistrat der Stadt Neu-Isenburg (Hg.): Neu-Isenburg zwischen Anpassung und Widerstand. Dokumente über Lebensbedingungen und politisches Verhalten 1933–1945. Bearbeitet und eingeleitet von Dieter Rebentisch, Angelika Raab. Neu-Isenburg. 1978, pp. 109-114 mit mehreren Abbildungen.
6. ↑  Magistrat der Stadt Neu-Isenburg (Hg.): Neu-Isenburg zwischen Anpassung und Widerstand. Dokumente über Lebensbedingungen und politisches Verhalten 1933–1945. Bearbeitet und eingeleitet von Dieter Rebentisch, Angelika Raab. Neu-Isenburg. 1978, pp. 234 - .
7. ↑  Magistrat der Stadt Neu-Isenburg (Hg.): Neu-Isenburg zwischen Anpassung und Widerstand. Dokumente über Lebensbedingungen und politisches Verhalten 1933–1945. Bearbeitet und eingeleitet von Dieter Rebentisch, Angelika Raab. Neu-Isenburg. 1978, pp. 250 - .
8. ↑  Christoph Manus: Idyll zwischen Straßen und Rollfeld Frankfurter Rundschau, 2011年7月8日付け（2013年2月3日 閲覧）
9. ↑  Historisches Ortslexikon - Neu-Isenburg LAGIS Hessen（2013年2月3日 閲覧）
10. ↑  2011年3月27日の市議会議員選挙結果、ヘッセン州統計局（2013年2月3日 閲覧）
11. ↑  Neu-Isenburg: CDU, FWG und FDP einigen sich auf Loalition op-online.de 2011年5月7日付け（2013年2月3日 閲覧）
12. ↑  ノイ＝イーゼンブルク市長選挙結果、ヘッセン州統計局（2013年2月3日 閲覧）
13. ↑  2010年ノイ＝イーゼンブルク市長選挙詳細結果
14. ↑  フーゲノッテンハレの座席表（2013年2月3日 閲覧）
15. ↑  Achim Ritz: Wieder ein erster Platz Frankfurter Rundschau 2011年7月21日付け（2013年2月3日 閲覧）
16. ↑  市立図書館のホームページ（2013年2月3日 閲覧）
17. ↑  onleihe（2013年2月3日 閲覧）
18. ↑  ライン＝マイン図書館（2013年2月3日 閲覧）
19. ↑  Stadtmuseum "Haus zum Löwen"（2013年2月3日 閲覧）
20. ↑  Bertha Pappenheim Haus（2013年2月3日 閲覧）
21. ↑  ツェッペリン博物館（2013年2月3日 閲覧）
22. ↑  Hugenottenlaufのホームページ（2013年2月3日 閲覧）
23. ↑  Vortrag des Magistrats der Stadt Frankfurt 2008年8月22日付け（2013年2月3日 閲覧）